# Нейман, Иосиф Маркович
Иосиф Маркович Нейман (1899—1982) — советский учёный-медик, патофизиолог и онколог, доктор медицинских наук (1938), профессор (1939). Лауреат Премии имени А. А. Богомольца АМН СССР (1961).

## Биография
Родился 5 октября 1899 года в Москве.
С 1920 по 1925 год обучался на медицинском факультете Второго Московского государственного университета, которую окончил с отличием. С 1925 по 1928 год обучался в аспирантуре этого университета и после её окончания с 1928 по 1931 год на научно-педагогической работе в этом университете в должности ассистента по  кафедре патофизиологии, являлся учеником профессора А. А. Богомолеца. 
С 1931 по 1947 год на научно-исследовательской работе в Центральном объединённом онкологическом институте в должности заведующего патофизиологической лабораторией. 
В 1955 году подписал «Письмо трёхсот», ставшее причиной отставки Т. Д. Лысенко с поста президента ВАСХНИЛ.
С 1961 по 1979 год на научно-исследовательской работе в Институте питания АМН СССР в должности заведующего канцерогенной лаборатории. Помимо основной деятельности И. М. Нейман являлся членом Правления Всесоюзного патофизиологического общества, а так же членом Правления и председателем секции экспериментальной и теоретической онкологии Московского общества патофизиологов
.

### Научно-педагогическая деятельность
Основная научно-педагогическая деятельность И. М. Неймана была связана с вопросами в области экспериментальной онкологии и патофизиологии, занимался изучением проблем связанных с нарушениями тканевого обмена при раке и противоопухолевого иммунитета. Под руководством И. М. Неймана было установлено сенсибилизирующее действие малых доз онкогенов, была показана зависимость результатов трансплантации и индукции злокачественных опухолей от физиологического состояния системы соединительной ткани реципиента, им была разработана классификация онкологических факторов с учётом характера реакции тканей организма. И. М. Нейман являлся членом редакционной коллегии научного журнала «Патологическая физиология и экспериментальная терапия».
В 1928 году защитил кандидатскую диссертацию на соискание учёной степени кандидат медицинских наук, в 1938 году он защитил диссертацию на учёную степень доктор медицинских наук, в 1939 году ему было присвоено учёное звание профессор.  Под руководством В. И. Прозоровского было написано более ста пятидесяти научных трудов, в том числе семи монографий. И. М. Нейман являлся заместителем ответственного редактора редакционного отдела «Патологическая физиология» в Большой медицинской энциклопедии.
Скончался 5 ноября 1982 года в Москве.

## Награды
- Орден «Знак Почета»
- Премия имени А. А. Богомольца АМН СССР (1961)